# Fairwings
『Fairwings』（フェアーウィングス）は、米倉千尋の10枚目のアルバムである。初回盤のみ『ALIVE』との連動特典専用応募ハガキを封入している。

## 収録曲
1. Scramble
  - 作詞：MIZUE、作曲・編曲：高山和芽
2. Seriously
  - 作詞：Jun Elding、作曲：Ulf Turesson・Niklas Fransson、編曲：高山和芽
3. 永遠の花（album mix）
  - 作詞：米倉千尋、作曲：鵜島仁文、編曲：高山和芽
  - 24thシングル曲のリミックス。
  - PlayStation Portableゲーム「ふしぎ遊戯 玄武開伝 外伝 鏡の巫女」オープニング主題歌。
4. 春風
  - 作詞・作曲：米倉千尋、編曲：高山和芽
  - 「チューボーですよ!」エンディング曲。
5. Rain
  - 作詞・作曲：米倉千尋、編曲：高山和芽
6. Cross
  - 作詞・作曲：米倉千尋、編曲：高山和芽
  - PlayStation 2ゲーム「ふしぎ遊戯 玄武開伝 外伝 鏡の巫女」エンディング主題歌。
  - 「永遠の花」カップリング曲。
7. Sunshine Day
  - 作詞・作曲：米倉千尋、編曲：高山和芽
8. ALIVE
  - 作詞：米倉千尋、作曲：鵜島仁文、編曲：岩本正樹
  - DVD-BOX「仙界伝 封神演義」イメージソング。
  - 25thシングル曲。
9. 春のしっぽ
  - 作詞：渡辺なつみ、作曲：長野典二、編曲：高山和芽
10. 笑顔に花束を（album mix）
  - 作詞・作曲：米倉千尋、編曲：見良津健雄
  - 「ALIVE」カップリング曲のリミックス。
11. ハレルヤ
  - 作詞・作曲：米倉千尋、編曲：高山和芽
  - PlayStation Portableゲーム「ふしぎ遊戯 玄武開伝 外伝 鏡の巫女」エンディング主題歌。
12. Calling（BONUS TRACK）
  - 作詞：米倉千尋、作曲：若井望、編曲：太田岳夫
  - PlayStation 2ゲーム「戦神 -いくさがみ-」主題歌。